# Pi Arae
Pi Arae (π Ara / π Arae) è una stella bianca di sequenza principale di magnitudine 5,25 situata nella costellazione dell'Altare. Dista 138 anni luce dal sistema solare.

## Osservazione
Si tratta di una stella situata nell'emisfero celeste australe. La sua posizione è fortemente australe e ciò comporta che la stella sia osservabile prevalentemente dall'emisfero sud, dove si presenta circumpolare anche da gran parte delle regioni temperate; dall'emisfero nord la sua visibilità è invece limitata alle regioni temperate inferiori e alla fascia tropicale. La sua magnitudine pari a 5,2 fa sì che possa essere scorta solo con un cielo sufficientemente libero dagli effetti dell'inquinamento luminoso.
Il periodo migliore per la sua osservazione nel cielo serale ricade nei mesi compresi fra maggio e settembre; nell'emisfero sud è visibile anche per gran parte della primavera, grazie alla declinazione boreale della stella, mentre nell'emisfero sud può essere osservata limitatamente durante i mesi estivi boreali.
Circa 55 minuti d'arco a nord della stella si trova l'ammasso globulare NGC 6397.

## Caratteristiche fisiche
La stella è una bianca nella sequenza principale; possiede una magnitudine assoluta di 2,12 e la sua velocità radiale negativa indica che la stella si sta avvicinando al sistema solare.
Mostra un eccesso di emissione nella radiazione infrarossa, che suggerisce la presenza di due dischi circumstellari. Il più interno è costituito prevalentemente da polvere di silice cristallizzata avente una temperatura di 173 K e orbitante a 9,1 UA dalla stella. Il disco più esterno, più freddo e formato da ghiaccio, ha una temperatura di 77 K e dista 117,3 UA dalla stella. Le piccole dimensioni dei grani del disco interno suggeriscono che si sia formato in tempi recenti in seguito a delle collisioni di planetesimi.